# Óblasts autónomos de la Unión Soviética
Los óblasts autónomos de la Unión Soviética fueron entidades administrativas de segundo y tercer nivel creadas para un número de etnias menores y que recibieron relativa autonomía dentro de las repúblicas de la federación.
Los óblasts autónomos eran subdivisiones administrativas de la Unión Soviética, en las que se dividían las repúblicas, y, en el caso de la RSFS de Rusia, los krais. Estaban subordinadas tanto a sus respectivas repúblicas como a los krais dentro de los que se encontraban, y tenían una autonomía menor que las repúblicas autónomas, pero mayor a la de los distritos autónomos. Contaban con un idioma oficial, que a la vez era cooficial en la república/krai a la que pertenecían. Como organismo de gobierno contaban con organismos legislativos denominados Sóviets de Diputados del Pueblo y Comités Ejecutivos, que debían seguir siempre las directivas establecidas tanto por las leyes nacionales como por las de la república a la que estaban subordinadas.

## Lista de óblasts autónomos

### RSFS de Rusia
Aunque la Constitución de la República Federativa Socialista Soviética de Rusia de 1978 especificaba que los óblasts autónomos eran subordinados a los krais, esta cláusula fue removida en la revisión constitucional del 15 de diciembre de 1990, cuando se especificó que los óblasts autónomos estarían directamente subordinados a la República Socialista Federativa Soviética de Rusia (RSFSR). En junio de 1991 cinco óblasts autónomos existían en la RSFSR, cuatro de los cuales fueron elevados al estatus de república el 3 de julio de 1991:
| Nombre                                   | Capital       | Superficie (miles de km²) | Población (miles de hab.) |
| ---------------------------------------- | ------------- | ------------------------- | ------------------------- |
| Óblast Autónomo de Adigueya              | Maikop        |                           |                           |
| Óblast Autónomo de Gorno-Altái           | Gorno-Altaisk |                           |                           |
| Óblast Autónomo Judío                    | Birobidzhán   |                           |                           |
| Óblast Autónomo de Karacháyevo-Cherkesia | Cherkesk      |                           |                           |
| Óblast Autónomo de Jakasia               | Abakán        |                           |                           |

Otros óblasts autónomos también existieron en diversos puntos de la historia soviética:
| Nombre                                                            | Capital                                                           | Superficie (miles de km²)                                         | Población (miles de hab.)                                         |
| Óblasts autónomos desaparecidos antes de la disolución de la URSS | Óblasts autónomos desaparecidos antes de la disolución de la URSS | Óblasts autónomos desaparecidos antes de la disolución de la URSS | Óblasts autónomos desaparecidos antes de la disolución de la URSS |
| ----------------------------------------------------------------- | ----------------------------------------------------------------- | ----------------------------------------------------------------- | ----------------------------------------------------------------- |
| Óblast Autónomo de Chechenia (1922-1934)                          | Grozni                                                            |                                                                   |                                                                   |
| Óblast Autónomo de Chechenia-Ingusetia(1934-1936, 1944-1957)      | Grozni                                                            |                                                                   |                                                                   |
| Óblast Autónomo de Cherkesia (1928-1957)                          | Cherkesk                                                          |                                                                   |                                                                   |
| Óblast Autónomo de Chuvasia (1920-1925)                           | Cheboksary                                                        |                                                                   |                                                                   |
| Óblast Autónomo de Ingusetia (1922-1934)                          | Nazrán                                                            |                                                                   |                                                                   |
| Óblast Autónomo Kabardino-Balkario (1922-1936)                    | Nálchik                                                           |                                                                   |                                                                   |
| Óblast Autónomo de Kalmukia (1920-1935)                           | Astracán                                                          |                                                                   |                                                                   |
| Óblast Autónomo de Karacháyevo (1928-1957)                        | Mikoyán-Shajar                                                    |                                                                   |                                                                   |
| Óblast Autónomo Kirguís (1924-1926)                               | Biskek                                                            |                                                                   |                                                                   |
| Óblast Autónomo Komi-Ziriano (1922-1936)                          | Siktivkar                                                         |                                                                   |                                                                   |
| Óblast Autónomo de Mari (1920-1936)                               | Yoshkar-Olá                                                       |                                                                   |                                                                   |
| Óblast Autónomo de Osetia del Norte (1924-1936)                   | Vladikavkaz                                                       |                                                                   |                                                                   |
| Óblast Autónomo de Tuvá (1944-1961)                               | Kizil                                                             |                                                                   |                                                                   |
| Óblast Autónomo de Udmurtia (1920-1934)                           | Izhevsk                                                           |                                                                   |                                                                   |
| Óblast Autónomo de Karakalpakia (1925-1936)                       | Nukus                                                             |                                                                   |                                                                   |

### RSS de Ucrania
| Nombre                                                            | Capital                                                           | Superficie (miles de km²)                                         | Población (miles de hab.)                                         |
| Óblasts autónomos desaparecidos antes de la disolución de la URSS | Óblasts autónomos desaparecidos antes de la disolución de la URSS | Óblasts autónomos desaparecidos antes de la disolución de la URSS | Óblasts autónomos desaparecidos antes de la disolución de la URSS |
| ----------------------------------------------------------------- | ----------------------------------------------------------------- | ----------------------------------------------------------------- | ----------------------------------------------------------------- |
| Óblast Autónomo Polaco de Marchlewszczyzna (1926-1935)            | Marjlevsk                                                         |                                                                   |                                                                   |
| Óblast Autónomo de Moldavia (1924-1940)                           | Tiráspol                                                          |                                                                   |                                                                   |

### RSS de Bielorrusia
| Nombre                                                            | Capital                                                           | Superficie (miles de km²)                                         | Población (miles de hab.)                                         |
| Óblasts autónomos desaparecidos antes de la disolución de la URSS | Óblasts autónomos desaparecidos antes de la disolución de la URSS | Óblasts autónomos desaparecidos antes de la disolución de la URSS | Óblasts autónomos desaparecidos antes de la disolución de la URSS |
| ----------------------------------------------------------------- | ----------------------------------------------------------------- | ----------------------------------------------------------------- | ----------------------------------------------------------------- |
| Óblast Autónomo Polaco de Dzierzynszczyzna (1932-1935)            | Dziarzhynsk                                                       |                                                                   |                                                                   |

### RSS de Azerbaiyán
| Nombre                           | Capital     | Superficie (miles de km²) | Población (miles de hab.) |
| -------------------------------- | ----------- | ------------------------- | ------------------------- |
| Óblast Autónomo del Alto Karabaj | Stepanakert | 4,4                       | 188                       |

### RSS de Georgia
| Nombre                            | Capital   | Superficie (miles de km²) | Población (miles de hab.) |
| --------------------------------- | --------- | ------------------------- | ------------------------- |
| Óblast Autónomo de Osetia del Sur | Tsjinvali | 3,9                       | 99                        |

### RSS de Tayikistán
| Nombre                            | Capital | Superficie (miles de km²) | Población (miles de hab.) |
| --------------------------------- | ------- | ------------------------- | ------------------------- |
| Óblast Autónomo de Alto Badajshán | Jorugh  | 63,7                      | 161                       |

### RSS de Uzbekistán
| Nombre                                                            | Capital                                                           | Superficie (miles de km²)                                         | Población (miles de hab.)                                         |
| Óblasts autónomos desaparecidos antes de la disolución de la URSS | Óblasts autónomos desaparecidos antes de la disolución de la URSS | Óblasts autónomos desaparecidos antes de la disolución de la URSS | Óblasts autónomos desaparecidos antes de la disolución de la URSS |
| ----------------------------------------------------------------- | ----------------------------------------------------------------- | ----------------------------------------------------------------- | ----------------------------------------------------------------- |
| Óblast Autónomo de Karakalpakia (1925-1936)                       | Nukus                                                             | 165,6                                                             | 1,214                                                             |